# Домінанта (архітектура)

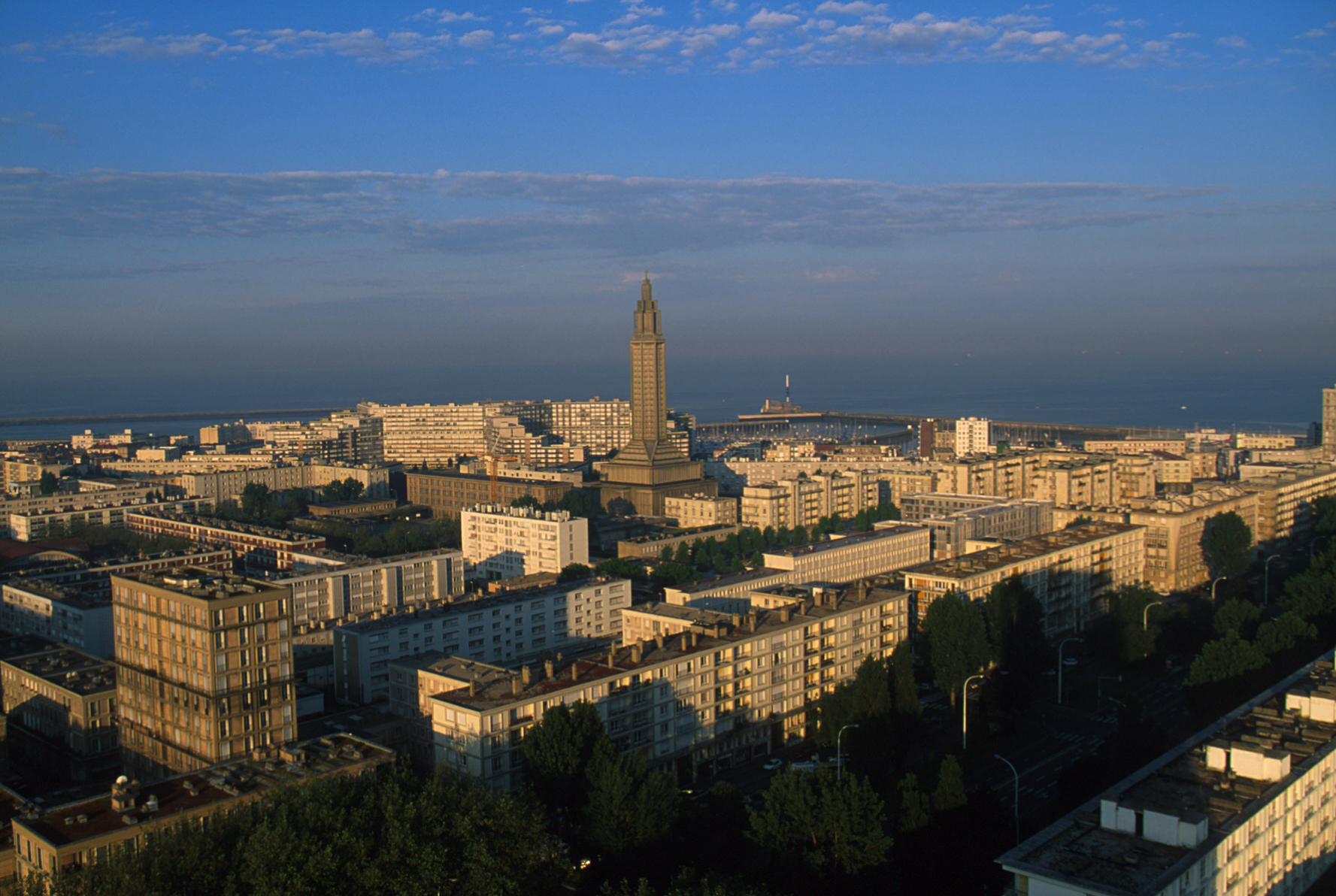
Церква Св. Йосипа — домінанта міста Гавр

Домінанта (лат. dominantis, італ. dominante) — пануюча споруда в архітектурному комплексі або ансамблі. Звичайно має значну висоту (наприклад, дзвіниця, башта) і визначає силует забудови.